# Saint-Victor-de-Bonaventure
Saint-Victor-de-Bonaventure est un village de l'Est du Québec situé sur la péninsule gaspésienne dans la région de la Gaspésie–Îles-de-la-Madeleine faisant partie de la municipalité de Saint-André-de-Restigouche dans la municipalité régionale de comté d'Avignon au Canada.

### Source en ligne
- Ressources relatives à la géographie :   - Banque de noms de lieux du Québec
  - Base de données toponymiques du Canada
- Commission de toponymie du Québec